# Friedrich Bergius
Friedrich Karl Rudolf Bergius (Breslávia, 11 de outubro de 1884 – Buenos Aires, 30 de março de 1949) foi um químico e industrial alemão. Tendo trabalhado na IG Farben durante a Segunda Guerra Mundial, sua cidadania entrou em questão após a guerra, levando-o a fugir, finalmente, para a Argentina, onde atuou como assessor do Ministério da Indústria.

## Vida
Bergius nasceu perto de Breslávia, na província prussiana da Baixa Silésia, no Império Alemão.
Desenvolveu sínteses para a indústria química. Criou um procedimento para produzir carburantes por hidrogenação do carvão a elevadas temperaturas e pressões. Posteriormente desenvolveu um método de obtenção de alimentos hidrocarbonados baseado no tratamento da serragem com ácido clorídrico; o produto foi muito utilizado como forragem nas granjas alemãs em épocas de escassez.
Seu trabalho na pesquisa sobre a influência das altas pressões nas reações químicas foi reconhecido em 1931 com a concessão do Nobel de Química, compartilhado com Carl Bosch.